# بركان ميتشينشا
ميتشينشا هو بركان طبقي على حدود بوليفيا وشيلي. وهي جزء من سلسلة من التلال التي تتجه بين الشرق والغرب من البراكين الطبقية. إلى الشرق تقع أولكا. كان النشاط التاريخي الوحيد للمجمع هو ثوران الجناح 1865-1867.